# Wilson Carmo
Wilson Pinto Gaspar do Carmo, noto semplicemente come Wilson Carmo (Porto, 29 settembre 1990), è un calciatore portoghese naturalizzato angolano, centrocampista del Petro Atlético e della nazionale angolana.

## Carriera

### Club
Ha giocato nel campionato portoghese e angolano.

### Nazionale
Ha esordito con la nazionale angolana nel 2017 ed ha preso parte alla Coppa d'Africa 2019.

## Palmarès

### Club

#### Competizioni nazionali
- Girabola: 1

Kabuscorp: 2013
- Coppa d'Angola: 1

Petro Atlético: 2017
- Supercoppa d'Angola: 1

Kabuscorp: 2014